# Koroszczyn (zniesiona kolonia)
Koroszczyn – dawna kolonia w Polsce, położona w województwie lubelskim, w powiecie bialskim, w gminie Terespol.
W latach 1975–1998 kolonia administracyjnie należała do województwa bialskopodlaskiego.
Nazwę zniesiono z 2023 r.